# Mi calle
Mi calle es una película española de 1960 dirigida por Edgar Neville. Fue la última película de este director.

## Sinopsis
Retrato costumbrista del Madrid de comienzos del siglo XX hasta los años cuarenta, centrado en una de sus calles, en la que viven y conviven varias familias de variada posición económica y social. Se suceden las charlas, los cotilleos, las penas y las alegrías cotidianas dentro de un trascurrir amable y ligeramente socarrón que disimula la tragedia que siempre asoma aunque nos la amenicen con música de organillo.
La última película de Edgar Neville posee muchas cualidades de su cine: riqueza costumbrista y de personajes, el reflejo impecable del Madrid más castizo, ese toque de comedia pintoresca y desenfadada y un maravilloso plantel de actores.

## Producción y rodaje
La película se ambienta en Madrid, Edgar Neville era un "cosmopolita castizo" que solía ambientar y filmar en su ciudad. En Mi calle se ambienta el barrio de los Austrias.